# Carinotetraodon
Carinotetraodon ist eine Gattung aus der Familie der Kugelfische (Tetraodontidae). Sie ist in Südostasien beheimatet.  Alle Fische der Gattung sind Süßwasserkugelfische. Einige Arten werden als Zierfische in Aquarien gehalten.

## Merkmale
Die Kammkugelfische der Gattung Carinotetraodon weisen einen deutlichen Sexualdimorphismus und -dichromatismus auf. Die Männchen aller sechs bekannten Arten zeigen eine Zeichnung, anhand derer sie sich eindeutig von den Weibchen unterscheiden. Adulte Männchen besitzen eine Bauch- und Rückenfalte, die sie bei Bedrohung oder der Balz aufstellen können. Die aufgestellte Hautfalte erinnert dabei an den aufgestellten Kamm eines Hahns, woraus sich der Name "Kammkugelfisch" ableitet. Aufgrund von Knochenuntersuchungen wurde Carinotetraodon travancoricus erst vor wenigen Jahren in die jetzige Gattung aufgenommen. Davor gehörte er zur Gattung Tetraodon.

## Arten
Zur Gattung Carinotetraodon zählen folgende Arten:
- Carinotetraodon borneensis
- Carinotetraodon imitator
- Carinotetraodon irrubesco
- Kammkugelfisch (Carinotetraodon lorteti)
- Carinotetraodon salivator
- Zwerg-Kugelfisch (Carinotetraodon travancoricus)